# Рагнозеро
Рагнозеро — пресноводное озеро на территории Авдеевского сельского поселения Пудожского района Республики Карелии.

## Общие сведения
Площадь озера — 13,8 км², площадь водосборного бассейна — 67,2 км², располагается на высоте 138 метров над уровнем моря.
Котловина ледникового происхождения.
Форма озера лопастная, продолговатая: оно вытянуто с северо-запада на юго-восток. Берега изрезанные, каменисто-песчаные, местами заболоченные.
Из юго-восточного залива Рагнозера — губы Устье-Лахты — берёт начало река Рагнукса, которая является притоком реки Водлы, впадающей в Онежское озеро.
В северо-западную оконечность Рагнозера впадает Аганручей, вытекающий из Аганозера.
В озере более двух десятков островов общей площадью 1,7 км², рассредоточенных по всей площади водоёма. Самые крупные из них — Демихнов и Белый.
Рыба: щука, плотва, окунь, ёрш.
К юго-востоку от озера проходит дорога местного значения 86К-295 («Подъезд к д. Куганаволок»).
Населённые пункты вблизи водоёма отсутствуют.
Код объекта в государственном водном реестре — 01040100421402000019579.